# Colpocraspeda
Colpocraspeda là một chi bướm đêm thuộc họ Geometridae.